# Giuseppe Sacconi
Giuseppe Sacconi (Montalto delle Marche, le 5 juillet 1854 - Pistoia, le 23 septembre 1905 est un architecte italien, connu avant tout pour être le concepteur du monument à Victor-Emmanuel II (appelé aussi Il Vittoriano, « Le Victorien ») à Rome.

## Biographie
Après avoir étudié les arts appliqués dans le prestigieux Institut Montani à Fermo, situé dans les Marches, Giuseppe Sacconi se lance dans la carrière d’architecte à Rome où son oncle Carlo Sacconi était alors cardinal, après avoir été nonce apostolique en France. Il fait son apprentissage chez le principal architecte de la nouvelle capitale italienne, Luca Carimini (it), romain issu d’une famille de tailleurs de pierres originaires d’Urbisaglia, en l’assistant dans la rénovation de l’église Sainte Marie de Loreto datant du XVIe siècle, œuvre d’Antonio da Sangallo le Jeune complétée par Giacomo Del Duca : cette restauration est aujourd’hui encore confondue avec celle de la Basilique de Loreto, dans laquelle fut engagée Sacconi plus tard, à l’orée du XIXe siècle ; elle fut achevée des décennies après par le collaborateur et disciple de Sacconi, Guido Cirilli, qui suivit les préceptes « sacconiens » visant une réévaluation stylistique empruntant au gothique concernant l’appareil décoratif, quelque peu forcée quant au caractère renaissance du monument.
En 1884, Sacconi remporte le concours pour le monument national dédié à Victor Emanuel II, connu désormais sous le nom de « Vittoriano » et situé à Rome.  La construction, lancée en 1885, sera achevée plusieurs années après la mort de l'architecte. Encore étudiant, César Giris y collabora.
Il fut élu député à la chambre italienne de 1884 à 1902.